# 浪淘沙 (馬)
浪淘沙是日本純種競賽馬匹。生涯活躍於中長途賽事，曾勝出2005年產經賞，另外亦於2004年菊花賞跑獲亞軍。

## 出賽前
2001年3月16日出生於北海道安平町北部牧場，成長途中於拍賣會上被馬主金子真人以3780萬日圓購入。
其後交由美浦訓練中心練馬師二之宮敬宇訓練。

## 競賽生涯

### 2歲
2003年9月14日出戰札幌競馬場2歲新馬戰，比賽初段處於中團位置下在第三、四彎道處逐步上前，在直路上繼續加速衝刺拋離後方對手，最終以4馬位優勢取得首勝。
其後選擇出戰柊樹賞，本次比賽雖然選擇先行戰術，但於對面對面直路末段稍微後退下未能重新上前，最終以第五的戰績落敗。

### 3歲
2004年首戰為寒竹賞，雖然在後方位置位置推進並於直路逐步收窄和前方的距離，但最終仍然取得第三。
其後選擇出戰海鷗賞，比賽初段繼續保持在中團的位置，在進入直路後急劇加速並爆發出末腳速度，最終以1 3/4馬位戰勝對手取勝。
5月1日以東京優駿（日本打吡）前哨戰青葉賞為目標，以居中戰術展開推進下一直保持在約莫第十一的位置，但最終無法迫近前往位置拉開距離的高級玩意，取得第二的戰績。
其後按照計劃前往東京優駿，本次比賽以留後戰術展開並一直保持在最後方位置，可惜在直路未能發揮以往的衝刺力，最終以第九落敗。
進入秋季後以聖烈特紀念作為起動戰，在中團位置進發下於第三、四彎道開始沿着外檔發力上前，在直路上一直追擊前方的大宇宙，但處於下風下被對手以頸位擊敗。
10月24日以菊花賞作為目標，面對較慢步速下其仍然保持在後方位置，直至第二圈第三彎道才逐步上前進佔位置。進入直路後，其不斷在中檔位置展步突圍，雖然跑出全長最快末腳速度，但最終仍然無法威脅前方的密州怨曲，被對手拉開1 1/4馬位落敗。
1個月後出戰日本盃挑戰年長馬匹，但完全未能展開衝刺下以第十六大敗。
賽後，其因為腳部不適而進入長期休養。

### 4歲
2005年上半年仍然處於休養狀態，最終8月復出出戰札幌紀念，但最終以第九落敗。
9月出戰產經賞，比賽初段前方由Sunrise Shark領放並做出前1000米64.9秒的超慢步速，浪淘沙則佔據第四的位置緊盯對手前進，在第四彎道時取得領先。進入直路後，其順利展開加速並逐步透出，最終成功阻止Grass Bomber的追擊下取得首個分級賽冠軍。
10月乘勢進軍秋季天皇賞，但採取先行戰術下在直路上未能維持走勢，最終以第十大敗。
年末選擇增程度出戰長途馬錦標，在中團位置展開推進下在直路僅能稍為加速，最終以第六完賽。

### 五歲
2006年首戰為日經賞，一直在後方位置無法突圍下以第十二大敗。
其後出戰新潟大賞典及目黑紀念均因為受到頂磅的限制未有良好表現，最終分別取得第十一及第十二。
夏季前往福島競馬場出戰七夕賞，一直保持在先頭附近的位置下在直路開始加速衝刺，最終守住一直第五的戰績。
然而賽後，其腳部再度出現不適的情形，因而進入休養狀態。

### 6歲
2007年11月出戰時隔1年4個月的賽事，為公開賽仙后座錦標，然而完全無法表現出速度下以第十四大敗。
賽後，陣營考慮其腳部的情況，決定安排其退役。

### 競賽生涯
| 日期       | 舉辦國家 | 馬場 | 距離   | 級別 | 賽事名稱   | 負重 | 騎師       | 馬號 | 出馬 | 名次 | 時間   | 頭馬（二馬）      |
| ---------- | -------- | ---- | ------ | ---- | ---------- | ---- | ---------- | ---- | ---- | ---- | ------ | ----------------- |
| 14/9/2003  | 日本     | 札幌 | 草1800 |      | 2歲新馬    | 54   | 藤田伸二   | 7    | 10   | 1    | 1:53.0 | （Meisho Ifu）    |
| 20/12/2003 | 日本     | 中山 | 草1600 |      | 柊樹賞     | 55   | 藤田伸二   | 4    | 16   | 6    | 1:36.0 | Meiner Dupre      |
| 11/1/2004  | 日本     | 中山 | 草2000 |      | 寒竹賞     | 56   | 范嘉堯     | 11   | 16   | 3    | 2:02.6 | Meiner Brook      |
| 14/2/2004  | 日本     | 東京 | 草2400 |      | 海鷗賞     | 54   | 岡部幸雄   | 10   | 10   | 1    | 2:26.6 | （Pisa no Kukai） |
| 1/5/2004   | 日本     | 東京 | 草2400 | GII  | 青葉賞     | 56   | 岡部幸雄   | 13   | 17   | 2    | 2:24.5 | 高級玩意          |
| 30/5/2004  | 日本     | 東京 | 草2400 | GI   | 東京優駿   | 57   | 岡部幸雄   | 16   | 18   | 9    | 2:24.7 | 夏威夷王          |
| 19/9/2004  | 日本     | 中山 | 草2200 | GII  | 聖烈特紀念 | 56   | 藤田伸二   | 4    | 15   | 2    | 2:10.1 | 大宇宙            |
| 24/10/2004 | 日本     | 京都 | 草3000 | GI   | 菊花賞     | 57   | 横山典弘   | 5    | 18   | 2    | 3:05.9 | 密州怨曲          |
| 28/11/2004 | 日本     | 東京 | 草2400 | GI   | 日本盃     | 55   | 横山典弘   | 14   | 16   | 16   | 2:27.9 | 荒漠英雄          |
| 21/8/2005  | 日本     | 札幌 | 草2000 | GII  | 札幌紀念   | 56   | 五十嵐冬樹 | 8    | 14   | 9    | 2:03.2 | 美妙浪漫          |
| 25/9/2005  | 日本     | 中山 | 草2200 | GII  | 產經賞     | 57   | 後藤浩輝   | 10   | 10   | 1    | 2:16.7 | （Grass Bomber）  |
| 30/10/2005 | 日本     | 東京 | 草2000 | GI   | 秋季天皇賞 | 58   | 藤田伸二   | 7    | 18   | 10   | 2:00.6 | 美妙浪漫          |
| 3/12/2005  | 日本     | 中山 | 草3600 | GII  | 長途馬錦標 | 58   | 後藤浩輝   | 3    | 11   | 6    | 3:48.4 | 密州怨曲          |
| 25/3/2006  | 日本     | 中山 | 草2500 | GII  | 日經賞     | 58   | 藤田伸二   | 8    | 13   | 12   | 2:34.8 | 林肯              |
| 6/5/2006   | 日本     | 新潟 | 草2000 | GIII | 新潟大賞典 | 58   | 田中勝春   | 6    | 16   | 11   | 2:00.1 | 大隅草駒          |
| 18/5/2006  | 日本     | 東京 | 草2500 | GII  | 目黑紀念   | 57.5 | 內田博幸   | 15   | 17   | 12   | 2:35.5 | 搖滾樂            |
| 9/7/2006   | 日本     | 福島 | 草2000 | GIII | 七夕賞     | 57.5 | 田中勝春   | 10   | 16   | 5    | 2:00.0 | Meisho Kaido      |
| 3/11/2006  | 日本     | 京都 | 草1800 | OP   | 仙后座錦標 | 57   | 武豐       | 16   | 17   | 14   | 1:46.5 | 櫻花奇景          |

## 退役後
退役後，浪淘沙並未入種，而是於北海道苫小牧市北方馬匹公園休養，在2007年作為乘騎馬使用。
2010年，其被轉移至岐阜縣惠那市Crane惠那，繼續以乘騎馬身份工作。

## 血統簡介
父系嘉年傑爲愛爾蘭生產的法國賽駒，生涯戰績優秀，曾勝出凱旋門大賽及聖格盧大賽。祖父鞍井匠爲美國生產的英國賽駒，生涯戰績優秀，曾勝出愛爾蘭二千堅尼及日蝕大賽等賽事，配種成績亦極爲優秀，爲當時著名種馬之一。
母系Platinum Wave為美國賽駒，生涯四戰一勝。外祖父淘金者為美國著名種馬，於近代擁有巨大影響力，和加拿大種馬北地舞人被譽為「兩大改變世界賽馬的偉大種馬」。

### 血統表
| 父線：鞍匠井系（北地舞人系）                            |                          |                |                |
| 種馬 嘉年傑 1999年（棗色）                              | 鞍匠井 1981年（棗色）    | 北地舞人       | Nearctic       |
| 種馬 嘉年傑 1999年（棗色）                              | 鞍匠井 1981年（棗色）    | 北地舞人       | Natalma        |
| 種馬 嘉年傑 1999年（棗色）                              | 鞍匠井 1981年（棗色）    | Fairy Bridge   | Bold Reason    |
| 種馬 嘉年傑 1999年（棗色）                              | 鞍匠井 1981年（棗色）    | Fairy Bridge   | Special        |
| 種馬 嘉年傑 1999年（棗色）                              | Detroit 1977年（深棗色） | 河人           | Never Bend     |
| 種馬 嘉年傑 1999年（棗色）                              | Detroit 1977年（深棗色） | 河人           | River Lady     |
| 種馬 嘉年傑 1999年（棗色）                              | Detroit 1977年（深棗色） | Derna          | Sunny Boy      |
| 種馬 嘉年傑 1999年（棗色）                              | Detroit 1977年（深棗色） | Derna          | Miss Barberie  |
| 繁殖雌馬 Platinum Wave 1988年（棗色）                   | 淘金者 1970年（棗色）    | Raise a Native | 天才舞者       |
| 繁殖雌馬 Platinum Wave 1988年（棗色）                   | 淘金者 1970年（棗色）    | Raise a Native | Raise You      |
| 繁殖雌馬 Platinum Wave 1988年（棗色）                   | 淘金者 1970年（棗色）    | Gold Digger    | Nashua         |
| 繁殖雌馬 Platinum Wave 1988年（棗色）                   | 淘金者 1970年（棗色）    | Gold Digger    | Sequence       |
| 繁殖雌馬 Platinum Wave 1988年（棗色）                   | Coiffure 1973年（棗色）  | Sir Gaylord    | Turn-to        |
| 繁殖雌馬 Platinum Wave 1988年（棗色）                   | Coiffure 1973年（棗色）  | Sir Gaylord    | Somethingroyal |
| 繁殖雌馬 Platinum Wave 1988年（棗色）                   | Coiffure 1973年（棗色）  | Style          | Traffic Judge  |
| 繁殖雌馬 Platinum Wave 1988年（棗色）                   | Coiffure 1973年（棗色）  | Style          | Capelet        |
| 雌系：號族：5-g                                         |                          |                |                |
| 五代內近親交配：天才舞者 5×4、Nasrullah 5×5、Lualun 5×5 |                          |                |                |

## 命名由來
名字Hookipa Wave（ホオキパウェーブ）為美國夏威夷州毛伊島的滑浪景點，繼承自母系Platinum Wave之名字，香港則取詞牌名「《浪淘沙》」作為翻譯。

## 外部連結
- 浪淘沙 netkeiba.com （页面存档备份，存于）
- 血統表 （页面存档备份，存于）